# Folkling
 Folkling  es una población y comuna francesa, en la región de Lorena, departamento de Mosela, en el distrito de Forbach y cantón de Behren-lès-Forbach.

## Demografía
| 829 | 867 | 966 | 1150 | 1372 | 1386 |
| Para los censos de 1962 a 1999 la población legal corresponde a la población sin duplicidades (Fuente: INSEE [Consultar]) |     |     |      |      |      |